# Облога Карфагена
Облога Карфагену - ключовий епізод Третьої Пунічної війни. Падіння Карфагена закінчило 118-річне протистояння між Римською Республікою та Карфагеном. Рим став єдиним гегемоном Середземномор`я. 

## Передумови війни та підготовка до облоги
Карфаген, підписавши мирну угоду після Другої Пунічної війни, втратив усі володіння поза Африкою, майже весь флот та право на самостійну зовнішню політику(відтепер Карфаген міг право розпочинати війни тільки з дозволу римського Сената). 
Крім того, Карфаген мав виплатити Риму контрибуцію у розмірі 10 000 талантів. Але Карфаген не тільки зміг виплатити контрибуцію вчасно, він ще й запропонував це зробити без розстрочки, проте Римська республіка відмовила карфагенцям в цьому. 
Після Другої Пунічної війни Карфаген значно поповнив державну скарбницю. Одним з показників добробуту та багатства міста була чисельність його населення. У 50-х роках ІІ ст. до н.е чисельність населення Карфагена сягала 700 000. 
Навіть після тяжкої поразки, Карфаген залишався могутньою державою, яка у торгівлі була прямим конкурентом Риму. Крім того, у Римі добре пам`ятали, як швидко Карфаген відновився після Першої Пунічної війни і влаштував вторгнення у Італію, яке поставило Рим на край загибелі.
Все це турбувало римський Сенат, який розділився на два табори. Перший, який очолював Марк Порцій Катон Старший, виступав за повне знищення Карфагена, а інший, очолюваний Публієм Корнелієм Сципіоном Назікою Коркулом, виступав за збереження Карфагена. 
Поступово Катон переконав Сенат у необхідності війни, недарма він кожний свій виступ завершував фразою "Ceterum autem censeo, Carthaginem esse delendam". З тих пір Рим шукав лише привід для війни. 
Таким приводом стали дії нумідійського царя Масинісси, римського союзника, який, користуючись забороною Карфагену воювати, грабував та захоплював карфагенські міста, Усі скарги карфагенських послів були відхилені римським Сенатом, який усі справи вирішував на користь нумідійців. Проте терпінню Карфагена прийшов кінець, коли Масинісса в черговий раз напав на карфагенське місто Героскопу. Гасдрубал Боетарх, карфагенський полководець, зібравши війська, пішов захищати місто, проте потрапив у пастку і його армія чисельністю 58 000 воїнів зазнала тяжких втрат.
У Римі, дізнавшись про дії карфагенян, розпочали мобілізацію.      
Карфаген же, не тільки втратив величезну армію під Героскопою, але й порушив римько-карфагенський договір. Карфагеняни приговорили до страти полководців, які керували військом, переклавши на них провину за війну.      
В той же час, у Римі партія Катона остаточно взяла гору. Карфаген направив до Риму послів, аби виправдатись перед Сенатом. Сенат сказав, що Карфаген повинен "задовольнити римлян". Це означало, що держава Карфаген "перш за все віддає їм займану країну з розташованими в ній містами, в той же час все чоловіче і жіноче населення, яке живе на цій землі і в цих містах, так само річки, гавані, святилища, могили, словом, римляни стають владиками всього, а ті, хто віддають себе на їх розсуд не залишають у своєму володінні нічого.      
Становище Карфагена погіршилося після того як Утіка, найбільше, після Карфагена, місто регіону, перейшла на бік Риму. Це показало Риму, що Карфаген вже втратив вплив на своїх союзників, і Рим оголосив війну Карфагену.      
Римляни доручили керувати військом доручили двом консулам. Піхоту — Манію Манилію, а флот — Луцію Марцію Цензоріну. Карфаген, дізнавшись про оголошення війни, направив послів до Риму, які мали найширші повноваження. Сенат повелів владі Карфагену через послів наступне: видати консулам 300 найзнатніших юнаків та виконати інші повеління консулів. Карфаген видав заручників. Тоді консули наказали карфагенянам видати усю зброю, яка була у місті. Римляни отримали 200 000 комплектів озброєння та 2 000 катапульт. . Отримавши бажане, Цензорін оголосив наступну головну умову: "Карфагеняни повинні покинути місто, зруйнувати його і на відстані 15 миль від моря побудувати нове". Для міста, яке жило морською торгівлею, така умова означала загибель.     
Карфаген вирішив воювати. Перш за все на волю випустили рабів, які стали поповнювати армію. Головнокомандуючим призначили Гасдрубала Боетарха. якого нещодавно засудили до страти. Під його керівництвом зібралось 20 000 воїнів. Влада Карфагену знову хотіла відправити послів до Риму щодо перемир`я, проте їм було відмовлено. 
Тому місто Карфаген почав готуватися до облоги. Усі містяни виготовляли речі, які могли допомогти перемогти у облозі. Щодня вони виготовляли 140 щитів, 300 мечів,500 списів та 1 000 стріл для баліст і катапульт. Волосся для канатів надавали служниці. 
Тим часом, римські консули не атакували, бо у них виник конфлікт з Масиніссою. Крім того, консули, ймовірно, розраховували на капітуляцію міста. У будь-якому випадку, консули думали що захопити місто буде легко.

## Хід облоги
Нарешті римські консули вирішили взяти місто штурмом. Перший штурм наштовхнувся на рішучий опір і римляни відступили. 
Другой штурм також був невдалий, що підняло моральний дух оточених містян. Кіннота карфагенян постійно робила вилазки та атакувала римлян, а штурми останніх були невдалими. Незабаром у таборі Цензоріна почалися хвороби і він відійшов до моря. 
Карфагеняни вирішили знищити флот римлян. За допомогою невеликих човнів, які були заповнені швидкозаймистими матеріалами, які пускали до римських кораблів і підпалювали, карфагенці ледь не знищили увесь римський флот. 
Восени Цензорін відправився до Риму на вибори і командування військом повністю перейшло до Манілія. Карфагеняни зробили нову вилазку, проте Сципіон Еміліан зі своєю кіннотою зумів відбити цю нічну атаку карфагенян, чим вже вдруге здобув собі славу.
Тепер римляни змінили тактику, почавши операції проти кінноти карфагенян, яка своїми діями позбавляла римлян стабільного постачання продовольства. Сципіон зі своїми організованими загонами чинив опір, після цього кіннота карфагенян на нього не нападала. Але Манилій знову не досяг успіху у поході проти міста, у якому засів Гасдрубал. Сенат направив до Африки комісію дізнатися, що відбувається. Єдиним командиром, який досяг хоч якихось успіхів, був Сципіон. 
Зміна командування та перехід на бік Риму командувача карфагенської кінноти не сильно покращили становище римської армії. До того ж, союзники Риму нумідійці неохоче допомагали римлянам. 
Внаслідок консулом став Сципіон Еміліан, хоч він і не досяг потрібного віку, його репутація та слава допомогли йому у його призначення на посаду головнокомандувача. Сципіон увів жорстку дисципліну у війську. Він змінив тактику і вперше прорвався на територію міста Карфаген. 
Гасдрубал відповів на це публічними тортурами та стратою взятих у полон римлян. Потім він вступив у переговори з Сципіоном, які нічим не завершилися. За час перемовин римляни побудували кам`яну дамбу, яка перекривала вихід Карфагена до моря. На це карфагеняни відповіли тим, що почали рити новий канал, побудували нові кораблі. Вони змогли вивести всій флот у море і дати бій флоту римлян. Бій закінчився поразкою карфагенського флота.
За зиму Сципіон захопив усі лівійські міста. Весною 146 р до н.е римляни стали знову штурмувати Карфаген. Після штурму римляни увірвалися у місто, їхньою метою була Бірса, цитадель Карфагену. Почалися кровопролитні вуличні бої. Римляни були вимушені штурмувати кожний будинок. Бої тривали 6 днів. Сципіон погодився зберегти життя тим, хто здасться. 50 000 чоловіків та жінок були взяті у полон. На них чекало рабство. Тільки римляни-перебіжчики та Гасдрубал з сім`єю сховалися у храмі Ешмуна та продовжили боротьбу.  
Вночі Гасдрубал прийшов до Сципіона та вимолив собі життя. Дізнавшись про це зранку, захисники підпалили храм. Дружина Гасдрубала, проклявши чоловіка за боягузтво, зарізала на його очах своїх дітей і кинулася разом з ними у вогонь.

## Наслідки
Коли у Римі дізнались про падіння Карфагена, Сенат влаштував народні гуляння. Союзники Риму отримали частину карфагенських земель, інші землі були перетворені у римську провінцію Африка, столицею якої стала Утіка. Сам Карфаген римляни знищили, а територія міста була проклята навічно. Сципіон Еміліан, так само, як і його дід, дістав почесне ймення «Африканський».
Почавши Пунічну війну, Рим був найсильнішим полісом Італії, а завершивши її, став найпотужнішою державою на Середземному морі.